# Reprezentacja Białorusi U-21 w piłce nożnej mężczyzn
Reprezentacja U-21 Białorusi w piłce nożnej, podobnie jak reprezentacja seniorów, jest podległa Białoruskiemu Związkowi Piłki Nożnej.
Młodym Białorusinom dwa razy udało się zakwalifikować się do młodzieżowych mistrzostw Europy. W 2011 roku w turnieju finałowym zajęli 3. miejsce.

## Udział w mistrzostwach Europy U-21
- 1994 – Nie zakwalifikowała się
- 1996 – Nie zakwalifikowała się
- 1998 – Nie zakwalifikowała się
- 2000 – Nie zakwalifikowała się
- 2002 – Nie zakwalifikowała się
- 2004 – 3. miejsce w grupie
- 2006 – Nie zakwalifikowała się
- 2007 – Nie zakwalifikowała się
- 2009 – Runda grupowa
- 2011 – 3. miejsce
- 2013 – Nie zakwalifikowała się
- 2015 – Nie zakwalifikowała się
- 2017 – Nie zakwalifikowała się
- 2019 – Nie zakwalifikowała się
- 2021 – Nie zakwalifikowała się

## Obecny skład
26-osobowa kadra na mecze eliminacji mistrzostw Europy U-21 z Islandią (2 września 2021) i Portugalią (6 września 2021). Występy i gole aktualne na 29 sierpnia 2021.
| Nr         | Imię i nazwisko       | Data urodzenia       | Występy   | Gole      | Klub                    |
| Bramkarze  | Bramkarze             | Bramkarze            | Bramkarze | Bramkarze | Bramkarze               |
| ---------- | --------------------- | -------------------- | --------- | --------- | ----------------------- |
|            | Arciom Makauczyk      | 14 lipca 2000        | 1         | 0         | Eniergietyk-BDU Mińsk   |
|            | Daniił Szapko         | 29 kwietnia 2001     | 0         | 0         | FK Smorgonie            |
|            | Daniła Sokał          | 27 lutego 2001       | 0         | 0         | Arsienał Dzierżynsk     |
| Obrońcy    |                       |                      |           |           |                         |
|            | Mikita Chalimonczyk   | 3 stycznia 2000      | 0         | 0         | Nioman Grodno           |
|            | Dzianis Hrużeuski     | 10 marca 2000        | 0         | 0         | Tarpieda-BiełAZ Żodzino |
|            | Daniił Mirosznikau    | 1 lipca 2000         | 5         | 0         | Eniergietyk-BDU Mińsk   |
|            | Dzmitryj Pryszczepa   | 21 czerwca 2001      | 5         | 0         | Krylja Sowietow Samara  |
|            | Mikita Supranowicz    | 27 lutego 2001       | 2         | 1         | BATE Borysów            |
|            | Raman Wiahiera        | 14 lipca 2000        | 7         | 0         | Arsienał Dzierżynsk     |
| Pomocnicy  |                       |                      |           |           |                         |
|            | Jarasłau Araszkiewicz | 8 września 2000      | 0         | 0         | Dynama Brześć           |
|            | Waleryj Baczarou      | 10 sierpnia 2000     | 0         | 0         | FK Słuck                |
|            | Raman Dawyskiba       | 31 marca 2001        | 5         | 1         | Dynama Mińsk            |
|            | Jauhien Hulecki       | 15 stycznia 2001     | 1         | 0         | Arsienał Dzierżynsk     |
|            | Anton Kawalou         | 19 kwietnia 2000     | 0         | 0         | Isłacz Minski Rajon     |
|            | Rusłan Lisakowicz     | 22 marca 2002        | 0         | 0         | Isłacz Minski Rajon     |
|            | Mikita Niakrasau      | 13 października 2000 | 0         | 0         | FK Homel                |
|            | Aleh Nikifarenka      | 17 marca 2001        | 2         | 0         | Ruch Brześć             |
|            | Andrej Ryłacz         | 5 czerwca 2002       | 0         | 0         | Eniergietyk-BDU Mińsk   |
|            | Dzmitryj Sibilou      | 23 lipca 2000        | 3         | 0         | FK Smorgonie            |
|            | Wiktar Sotnikau       | 27 lipca 2001        | 4         | 0         | Szachcior Soligorsk     |
|            | Kirył Zinowicz        | 5 marca 2003         | 0         | 0         | Łokomotiw Moskwa        |
| Napastnicy |                       |                      |           |           |                         |
|            | Jahor Bahamolski      | 3 czerwca 2000       | 3         | 1         | FK Mińsk                |
|            | Uładzisłau Łożkin     | 25 marca 2002        | 4         | 1         | Dynama Mińsk            |
|            | Uładzisłau Marozau    | 12 października 2000 | 1         | 0         | Isłacz Minski Rajon     |
|            | Andrej Patapienka     | 9 lutego 2000        | 0         | 0         | FK Słuck                |
|            | Alaksandr Szasciuk    | 5 czerwca 2002       | 1         | 0         | Dynama Brześć           |